# جيمي هال (لاعب كرة قاعدة)
جيمي هال (بالإنجليزية: Jimmie Hall)‏ هو لاعب كرة قاعدة أمريكي، ولد في 17 مارس 1938 في مونت هولي في الولايات المتحدة.

## وصلات خارجية
- جيمي هال على موقعبيزبول رفرنس.كوم (الدوري الرئيسي) (الإنجليزية)
- جيمي هال على موقعبيزبول رفرنس.كوم (الدوري الثانوي) (الإنجليزية)
- جيمي هال على موقع جمعية أبحاث البيسبول الأمريكية (الإنجليزية)
- جيمي هال على موقع مشجعي الرسوم البيانية (الإنجليزية)